# All That I Got Is You
All That I Got Is You – singiel amerykańskiego rapera Ghostface Killaha, członka Wu-Tang Clan z albumu Ironman nagrany z Mary Jane Blige i Popa Wu. Utwór ukazał się 22 września 1996 roku nakładem Razor Sharp Records. Sample użyte w utworze pochodzą z piosenki Maybe Tomorrow w wykonaniu The Jackson 5.
Singiel uplasował się na 87. miejscu na liście 100 najlepszych utworów rapowych według serwisu about.com i znalazł się na kompilacyjnych albumach Shaolin’s Finest i The RZA Hits.

## Lista utworów
Opracowano na podstawie źródła
Wydanie amerykańskie
1. All That I Got Is You (Radio Edit) (3:45)
2. All That I Got Is You (Remix) (3:59)
3. Camay (Album Version) (5:22)
4. Daytona 500 (Album Version) (4:00)

Wydanie europejskie
1. All That I Got Is You (Remix Edit) (3:59)
2. All That I Got Is You (Remix) (4:07)
3. All That I Got Is You (Remix) [Instrumental] (4:06)

## Notowania
| Notowanie        | Pozycja |
| ---------------- | ------- |
| UK Singles Chart | 11      |